# Pascal Duquenne
Pour les articles homonymes, voir Duquenne.
Pascal Duquenne, né le 8 août 1970 à Vilvorde, est un acteur belge. Atteint de la trisomie 21 (syndrome de Down), il est connu pour avoir tenu le rôle de Georges, un jeune homme ayant le même handicap dans Le Huitième Jour de Jaco Van Dormael, pour lequel il obtient en 1996 le Prix d'interprétation masculine du Festival de Cannes conjointement avec Daniel Auteuil, et le Prix Joseph Plateau au Festival international du film de Flandre-Gand.
En 2004, Albert II de Belgique le nomme Commandeur de l'Ordre de la Couronne.

## Biographie
Depuis l’adolescence, Pascal Duquenne s'initie aux arts du spectacle, notamment au sein de la troupe du Créahm (création et handicap mental) à Bruxelles avec laquelle il participe à de nombreuses créations en danse et théâtre.
C’est au cours d’un de ces spectacles qu'il est remarqué par le réalisateur Jaco Van Dormael qui quelques années plus tard, lui offrira ses premiers rôles au cinéma. 
En 1991, il fait  sa première apparition au cinéma dans le film Toto le héros de Jaco Van Dormael, dans lequel il a un second rôle.
En 1996, il obtient conjointement avec Daniel Auteuil le prix d'interprétation masculine du Festival de Cannes pour le film Le Huitième Jour dans lequel il tient le rôle d’un jeune homme qui a le syndrome de Down.
Cette distinction et le succès du film contribuent à la modification du regard porté par la société sur le monde du handicap et à une meilleure acceptation de la différence. En 2002 est créée en Belgique une association, dont fait partie Pascal Duquenne, nommée Le 8e jour dont l’objectif est l’intégration des personnes handicapées par la création de maisons communautaires autonomes.
Après une tournée dans plusieurs pays d'Europe avec Le Père Noël voit rouge, pièce écrite et interprétée par quatre comédiens trisomiques, il participe à un spectacle de danse, Champ d'émotion présenté jusqu'aux Antilles.
Depuis 2000, Pascal Duquenne participe à l'atelier gravure du Créahm de Bruxelles. Il utilise le monotype et crée des portraits ainsi que des bustes de femmes en noir et blanc. Ses œuvres témoignent de moyens formels simples : fond sobre, traits du visage et du corps évoqués en quelques traits ou en quelques taches noires, pas de modelé. Cette épuration des formes donne une puissance d'expression à ces femmes qui envahissent l'espace de l’œuvre.
En 2004, il devient commandeur de l'ordre de la Couronne par le roi Albert II de Belgique.
En 2009, il participe à une publicité pour l'opérateur virtuel Simyo. Le directeur marketing de l'opérateur explique : « En y réfléchissant, j'ai réalisé que cela rejoignait totalement nos valeurs. Nous revendiquons d'être un opérateur différent et nous avons choisi un comédien différent. ». Cette participation a un écho médiatique et suscite des réactions diverses.
En 2010 et 2015, il fait une brève apparition dans une scène des films Mr. Nobody et Le Tout Nouveau Testament du réalisateur Jaco Van Dormael.
En 2016, il participe à un projet musical, The Choolers.

## Filmographie

### Cinéma
- 1991 : Toto le héros de Jaco Van Dormael
- 1995 : Le Huitième Jour de Jaco Van Dormael
- 1996 : Lumière et Compagnie
- 2006 : The Room de Giles Daoust
- 2009 : Mr. Nobody de Jaco Van Dormael
- 2013 : Henri de Yolande Moreau : un papillon blanc, ami de Rosette (1er rôle féminin)
- 2015 : Le Tout Nouveau Testament de Jaco Van Dormael

### Télévision

#### Téléfilms
- 1997 : Un Noël pas comme les autres, de Nancy Franck
- 2004 : Commissaire Moulin, épisode 5 (saison 7), Bandit d'honneur.

### Publicité
- 2009 : Publicité pour le nouvel opérateur virtuel de téléphonie mobile Simyo.

### Activités avec le CREAHM (Créations artistiques pour handicapés mentaux)
- 2007 Danse au théâtre Golovine d'Avignon

## Distinctions
- Festival de Cannes 1996 : Prix d'interprétation masculine pour Le Huitième Jour.
- Festival international du film de Flandre-Gand 1996 : Prix Joseph Plateau pour Le Huitième Jour